# 31902 Raymondwang
31902 Raymondwang este un asteroid din centura principală de asteroizi.

## Descriere
31902 Raymondwang este un asteroid din centura principală de asteroizi. A fost descoperit pe 5 aprilie 2000 la Socorro, New Mexico, în cadrul proiectului LINEAR. Asteroidul prezintă o orbită caracterizată de o semiaxă mare de 2,22 ua, o excentricitate de 0,18 și o înclinație de 2,8° în raport cu ecliptica.